# Mándok
Mándok är en ort i Ungern.   Den ligger i provinsen Szabolcs-Szatmár-Bereg, i den nordöstra delen av landet, 250 km öster om huvudstaden Budapest. Mándok ligger 111 meter över havet och antalet invånare är 4 566.
Terrängen runt Mándok är mycket platt. Runt Mándok är det ganska tätbefolkat, med 86 invånare per kvadratkilometer. Närmaste större samhälle är Kisvárda, 14,1 km sydväst om Mándok. Omgivningarna runt Mándok är en mosaik av jordbruksmark och naturlig växtlighet.